# Фортуна (фильм, 2022)
«Фортуна» (тадж. Дов) — таджикский драматический фильм режиссёра Мухиддина Музаффара по сценарию Бахтиёра Каримова и Мухиддина Музаффара, выпущенный в 2022 году студией «Согдсинема». Премьера фильма состоялась 8 октября в Пусане, 28 октября 2022 года в Душанбе.

## Сюжет
В фильме показана история двух друзей — Каххара и Маннана на фоне тяжелого политического и экономического кризиса 1990-х годов в Таджикистане . Они присоединились к заводу автозапчастей. Против их воли ситуация вынуждала их воровать и продавать автозапчасти с завода…

## В ролях
Главные роли исполнили Абдулмумин Шарифи, Салахуддин Шукурзаде, Фируза Рахманова, Ахмад Кутбуддин, Исфандияр Гулямзаде и Хушруз Эргашев.

## Производство
Фильм снят госкомпанией «Согдсинамо» имени Комила Ёрматова совместно с «Таджикфильм» и продюсерским центром «Футура Магнум» — в течение 48 дней со 2 апреля по 18 мая 2021 года в станционном городке Канибадам и Нефтобаде города Исфара.
Прототипом главного героя фильма стал дедушка режиссёра. Вообще, показанная история о крупном выигрыше в лотерею основана на реальных событиях; режиссёр использовал в сценарии историю соседей своих родителей. Первоначальное рабочее название фильма - «Неспетые песни». Как отмечают: "В фильме было использовано около 3000 предметов одежды из прошлого, которые погружают зрителя в атмосферу 1993 года".

## Награды
- 2022 — первая Национальная премия Таджикистана «Тадже Саман» (тадж. Тоҷи Сомон):
  - «Лучший художественный фильм»,
  - «Лучший актер»[9] — Салахуддин Шукурзаде[10].
- 2022 — 28-й Международный кинофестиваль в Калькутте[11][12][13] — «Netpac Award» за лучший фильм[4].
- 2023 — Кинофестиваль ШОС — специальное упоминание жюри[14][15]
- 2023 — Чебоксарский международный кинофестиваль:
  - Приз «Актерский ансамбль»
  - Диплом «Приз зрительских симпатий» в конкурсе игрового кино[16][17]
- 2023 — IV Международный кинофестиваль «Lendoc Film Festival» — Лучший сценарий[18][19]
- 2023 — XVI Международный кинофестиваль «Восток & Запад. Классика и авангард»:
  - Лучший фильм открытого конкурса российского кино «Сплетенные параллели»
  - Лучшая мужская роль – Абдумумин Шарифи и Салохиддин Шукурзода[20][21][22]
- 2023 — XV Ташкентский международный кинофестиваль «Жемчужина Шелкового пути» — Специальный приз дирекции фестиваля[23][24]
- 2023 — XIX Казанский международный фестиваль мусульманского кино — «Лучший сценарий полнометражного игрового фильма»[25][26][27]

## Критика
Кинообозреватель Дарья Митина отмечала, что фильм стал "лично для нее" победителем XIX-го КМФМК. По её высокой оценке, данная картина - это "кино большого стиля, кино, несомненно, этапное для всего постсоветского, да и мирового, что уж там, кинематографа". Согласно Митиной "Фортуна" стала, "наверно, первым на постсоветском пространстве киноопытом осмысления распада Советского Союза и трансформации советского общества на сломе исторических эпох". "Невиданная доселе в кино реконструкция республиканского быта начала 90-х, всеобщего распада и деградации, одичания людей и слома их психики    -  всё это в интерпретации самобытнейшего национального кинематографа мы видим, можно сказать, впервые", - отметила Митина.